# ویولت گریگوریان
ویولت خاچاطوری گریگوریان (ارمنی: Վիոլետ Խաչատուրի Գրիգորյան؛ انگلیسی: Violette Krikorian زادهٔ ۲۳ دسامبر ۱۹۶۲) نویسنده، شاعر اهل ارمنستان بود.

## زندگی‌نامه
وی در ۲۳ دسامبر ۱۹۶۲ در تهران به دنیا آمد و در سال ۱۹۷۵ همراه خانواده به جمهوری شوروی سوسیالیستی ارمنستان مهاجرت نمود و در شهر آبوویان سکونت گزید. از دانشگاه دولتی علوم پرورشی خاچاطور آبوویان ارمنستان فارغ‌التحصیل گشت. وی عضو اتحادیه نویسندگان ارمنستان می‌باشد. 

## مطالعه بیشتر
- https://granish.org/violet-grigoryan/
- https://grqamol.am/article/violet-grigoryan-ays-inch-dzhvar-dzmer-e-ser-im/